# World Press Photo of the Year
Il premio World Press Photo of the Year fa parte dei World Press Photo Awards, organizzati dalla fondazione olandese World Press Photo e viene assegnato alla foto più iconica dell'anno.  
Oltre alla World Press Photo of the Year, la giuria composta da 10 membri dal 2019 assegna anche il premio World Press Photo Story of the Year. Questo premio viene conferito al reportage che in quell'edizione del concorso si è più contraddistinto per intensità fotografica ed importanza del contenuto. Gli autori vincitori di queste 2 categorie ricevono un premio in denaro corrispondente a  5.000€. 
Oltre ai due premi principali vengono assegnati anche 3 premi per foto singola e 3 premi per storie in ognuna delle otto categorie.
Il World Press Photo of the Year è conferito all'immagine che "... non è solo la sintesi fotogiornalistica dell'anno, ma rappresenta un problema, situazione o evento di grande importanza giornalistica, e fa questo in un modo che dimostra un eccezionale livello di percezione visiva e creatività".

## Lista dei vincitori
La lista seguente contiene tutti i vincitori del premio World Press Photo of the Year e informazioni sulle rispettive immagini.
| Anno | Fotografo                             | Soggetto                                                                     | Descrizione |                                       |
| ---- | ------------------------------------- | ---------------------------------------------------------------------------- | --- | ------------------------------------- |
| 1955 | Mogens von Haven                      | Corsa motociclistica                                                         | Il 28 agosto 1955, al circuito Volk Mølle di Randers, Danimarca, un motociclista cade durante una competizione. |                                       |
| 1956 | Helmuth Pirath                        | Ritorno a casa dalla guerra                                                  | Un prigioniero tedesco della seconda guerra mondiale rilasciato dall'Unione Sovietica riunito con la figlia, che non lo vede sin dall'infanzia. |                                       |
| 1957 | Douglas Martin                        | Segregazione razziale negli USA                                              | Accolta da violenti insulti, Dorothy Counts diventa uno dei primi studenti afroamericani alla Harry Harding High School, dove la segregazione razziale non è più praticata. |                                       |
| 1958 | Nessuna World Press Photo of the Year | Nessuna World Press Photo of the Year                                        | Nessuna World Press Photo of the Year | Nessuna World Press Photo of the Year |
| 1959 | Stanislav Tereba                      | Calcio                                                                       | Durante una partita di calcio tra le squadre Spartak Praga Sokolovo e CH Bratislava, il portiere dello Sparta Miroslav Čtvrtníček ritratto in campo sotto una pioggia battente. |                                       |
| 1960 | Nessuna World Press Photo of the Year | Nessuna World Press Photo of the Year                                        | Nessuna World Press Photo of the Year | Nessuna World Press Photo of the Year |
| 1961 | Yasushi Nagao                         | Assassinio                                                                   | Il 12 ottobre 1960, lo studente diciassettenne di estrema destra Otoya Yamaguchi uccide con una spada il politico socialista Inejirō Asanuma durante un discorso alla Hibiya Hall di Tokyo. |                                       |
| 1962 | Héctor Rondón Lovera                  | Insurrezione in Venezuela                                                    | Durante una sommossa portata avanti dal gruppo di guerriglieri venezuelani Fuerzas Armadas de Liberación Nacional, un soldato morente si aggrappa a un prete sotto il fuoco di un cecchino. |                                       |
| 1963 | Malcolm Browne                        | Repressione dei buddisti in Vietnam                                          | Il monaco vietnamita Thích Quảng Đức si dà fuoco per protestare contro la persecuzione dei buddisti da parte del governo del presidente Ngô Đình Diệm. |                                       |
| 1964 | Donald McCullin                       | Problema di Cipro                                                            | Una donna turca piange la morte del marito, vittima del conflitto tra greci e turchi. |                                       |
| 1965 | Kyōichi Sawada                        | Guerra del Vietnam                                                           | Una madre e suo figlio guadano un fiume a Loc Thuong nella provincia di Binh Dinh, nel Vietnam del Sud, per sfuggire ai bombardamenti statunitensi. |                                       |
| 1966 | Kyoichi Sawada                        | Guerra del Vietnam                                                           | Il 24 febbraio 1966, truppe americane trascinano dietro a un trasporto truppe M113 il corpo di un soldato del Fronte Nazionale per la Liberazione del Vietnam per seppellirlo. |                                       |
| 1967 | Co Rentmeester                        | Guerra del Vietnam                                                           | Il comandante di un M48 Patton guarda attraverso l'obiettivo. Questa fu la prima fotografia a colori a vincere il premio. |                                       |
| 1968 | Eddie Adams                           | Guerra del Vietnam                                                           | Il primo febbraio 1968, il capo della polizia sud vietnamita Nguyễn Ngọc Loan giustizia il prigioniero Viet Cong Nguyễn Văn Lém in una strada di Saigon sparandogli alla testa. |                                       |
| 1969 | Hanns-Jörg Anders                     | Conflitto nordirlandese                                                      | Un cattolico irlandese con indosso una maschera antigas ritratto di fronte a un muro con un graffito we want peace (vogliamo la pace), poco prima che la polizia britannica lanci gas lacrimogeno. |                                       |
| 1970 | Nessuna World Press Photo of the Year | Nessuna World Press Photo of the Year                                        | Nessuna World Press Photo of the Year | Nessuna World Press Photo of the Year |
| 1971 | Nessuna World Press Photo of the Year | Nessuna World Press Photo of the Year                                        | Nessuna World Press Photo of the Year | Nessuna World Press Photo of the Year |
| 1972 | Wolfgang Peter Geller                 | Rapina in banca a Saarbrücken                                                | Dopo una rapina in banca a Saarbrücken, sparatoria tra polizia e rapinatori. |                                       |
| 1973 | Nick Út                               | Guerra del Vietnam                                                           | La giovane Phan Thị Kim Phúc e altri bambini fuggono con gravi ustioni causate da napalm, lanciato accidentalmente da aerei sud vietnamiti. |                                       |
| 1974 | Orlando Lagos                         | Golpe cileno del 1973                                                        | 11 settembre 1973, il presidente Salvador Allende poco prima della sua morte appare al palazzo presidenziale La Moneda durante il colpo di Stato del generale Pinochet. L'identità dell'autore della foto è rimasta segreta fino a un mese dopo la sua morte, nel febbraio 2007. |                                       |
| 1975 | Ovie Carter                           | Siccità del Sahel, Niger                                                     | Un bambino sofferente durante la siccità in Niger. |                                       |
| 1976 | Stanley Forman                        | Incendio                                                                     | Durante un incendio in un appartamento di Boston, la scala antincendio crolla e una donna precipita insieme alla figlia. La donna morì sul luogo dell'impatto. |                                       |
| 1977 | Françoise Demulder                    | Guerra civile libanese                                                       | Nel gennaio 1976, un gruppo di rifugiati palestinesi fugge a causa della guerra civile a Beirut. |                                       |
| 1978 | Leslie Hammond                        | Apartheid                                                                    | La polizia sudafricana lancia lacrimogeni su un gruppo di manifestanti a Modderdam, vicino a Città del Capo. |                                       |
| 1979 | Sadayuki Mikami                       | Aeroporto internazionale di Narita                                           | Dopo anni di proteste contro la costruzione dell'aeroporto di Tokyo-Narita, tutto è pronto per l'apertura quando il 26 marzo 1978 si verificano gravi scontri tra manifestanti e polizia.. |                                       |
| 1980 | David Burnett                         | Caduta dei Khmer rossi in Cambogia                                           | Nel novembre 1979, in un campo profughi a Sa Keo nei pressi del confine tra Thailandia e Cambogia, una donna tiene il figlio tra le braccia. |                                       |
| 1981 | Mike Wells                            | Carestia a Karamoja, Uganda                                                  | Nell'aprile 1980, un missionario bianco nel nord-est dell'Uganda tiene la mano a un bambino africano che muore di fame. |                                       |
| 1982 | Manuel Pérez Barriopedro              | Colpo di stato a Madrid                                                      | Il 23 febbraio 1981 il Tenente colonnello Antonio Tejero parla al Congresso dei Deputati spagnolo con in mano una pistola, mentre tiene in ostaggio il governo e i membri del parlamento. |                                       |
| 1983 | Robin Moyer                           | Guerra del Libano                                                            | Il 18 settembre 1982, cadaveri di palestinesi giacciono per strada dopo il massacro a Sabra e Shatila, quando milizie maronite delle Falangi Libanesi uccisero rifugiati palestinesi. |                                       |
| 1984 | Mustafa Bozdemir                      | Terremoto in Turchia                                                         | Il 30 ottobre 1983, a seguito di un terremoto nei pressi di Erzurum e Kars, Kezban Özer trova i suoi cinque figli sepolti vivi. |                                       |
| 1985 | Pablo Bartholomew                     | Disastro di Bhopal                                                           | Sepoltura del corpo di un bambino ucciso dall'incidente all'impianto chimico della Union Carbide Corporation. |                                       |
| 1986 | Frank Fournier                        | Omayra Sánchez                                                               | Sánchez, vittima del disastro vulcanico di Armero, morì dopo essere rimasta intrappolata nel fango per 60 ore. |                                       |
| 1987 | / Alon Reininger                      | AIDS                                                                         | Ken Meeks, americano malato di AIDS, siede in una sedia a rotelle. Sulle sue braccia sono visibili numerose lesioni dovute al sarcoma di Kaposi. |                                       |
| 1988 | Anthony Suau                          | Elezioni in Corea del Sud                                                    | Il 18 dicembre 1987 a Kuro in Corea del Sud, una madre disperata si appoggia a uno scudo antisommossa di un poliziotto e chiede pietà per il figlio arrestato durante una dimostrazione. Dopo le elezioni di novembre ci furono proteste contro il governo, accusato di brogli elettorali.                                                                                                   |                                       |
| 1989 | David Turnley                         | Terremoto in Armenia                                                         | A Leninakan, Boris Abgarzian piange il figlio diciassettenne, vittima del terremoto. |                                       |
| 1990 | Charlie Cole                          | Protesta di piazza Tiananmen                                                 | Un manifestante, successivamente chiamato Tank Man, ferma un gruppo di carri armati durante il massacro a Tiananmen, Pechino. |                                       |
| 1991 | Georges Merillon                      | Conflitto in Kosovo                                                          | La famiglia di Nashim Elshani piange riunita intorno al suo letto di morte; fu ucciso durante una protesta per l'autonomia del Kosovo. |                                       |
| 1992 | David Turnley                         | Guerra del Golfo                                                             | Il sergente americano Ken Kozakiewicz piange la morte del suo commilitone Andy Alaniz, ucciso da fuoco amico. |                                       |
| 1993 | James Nachtwey                        | Carestia in Somalia                                                          | Una donna somala solleva il corpo del figlio morto per denutrizione. |                                       |
| 1994 | Larry Towell                          | Territori palestinesi                                                        | Bambini palestinesi puntano in aria le loro pistole giocattolo. |                                       |
| 1995 | James Nachtwey                        | Genocidio del Ruanda                                                         | Un uomo di etnia Hutu mutilato dalla milizia Interahamwe, che lo sospettava di simpatizzare con i ribelli Tutsi. |                                       |
| 1996 | Lucian Perkins                        | Prima guerra cecena                                                          | Un ragazzo fa capolino da un autobus pieno di rifugiati che sfuggono ai combattimenti nei pressi di Shali, Repubblica Cecena, diretto a Groznyj. |                                       |
| 1997 | Francesco Zizola                      | Guerra civile in Angola                                                      | Vittime di mine antiuomo giocano nella città di Kuito in Angola. |                                       |
| 1998 | Hocine                                | Lutto per la vittime di un massacro                                          | Una donna piange le vittime di un massacro a Bentalha, Algeria. |                                       |
| 1999 | Dayna Smith                           | Conflitto del Kosovo                                                         | Parenti e amici consolano la vedova di un combattente dell'UCK, colpito durante un pattugliamento il giorno precedente. |                                       |
| 2000 | Claus Bjørn Larsen                    | Guerra del Kosovo                                                            | Un rifugiato albanese del Kosovo cammina ferito per le strade di Kukës, Albania. |                                       |
| 2001 | Lara Jo Regan                         | Immigrazione negli Stati Uniti                                               | Una immigrata messicana lavora per poter sfamare la propria famiglia. |                                       |
| 2002 | Erik Refner                           | Disastro dei rifugiati in Afghanistan                                        | Nel campo per rifugiati di Jalozai, il corpo di un bambino afgano è preparato per la sepoltura. |                                       |
| 2003 | / Eric Grigorian                      | Terremoto in Iran                                                            | Un ragazzino stringe i pantaloni del padre, morto nel terremoto del 23 giugno 2002. |                                       |
| 2004 | Jean-Marc Bouju                       | Guerra in Iraq                                                               | Un prigioniero di guerra iracheno con una maschera sul volto consola il figlio in un centro di detenzione. |                                       |
| 2005 | Arko Datta                            | Maremoto dell'Oceano Indiano                                                 | Due giorni dopo lo tsunami, una donna indiana disperata piange un parente ucciso a Cuddalore, Tamil Nadu. |                                       |
| 2006 | Finbarr O'Reilly                      | Carestia nel Niger                                                           | Una madre e il suo bambino aspettano cibo in un certo d'emergenza a Tahoua, Niger. |                                       |
| 2007 | Spencer Platt                         | Guerra del Libano                                                            | Cinque giovani libanesi guidano una decappottabile tra le macerie di un bombardamento a Beirut. |                                       |
| 2008 | Tim Hetherington                      | Guerra in Afghanistan                                                        | Un soldato americano sfinito si appoggia a un muro e si copre gli occhi. |                                       |
| 2009 | Anthony Suau                          | Crisi dei subprime                                                           | A Cleveland, un detective dell'ufficio dello sceriffo perquisisce un appartamento i cui inquilini sono stati sfrattati in quanto non potevano pagare le rate del mutuo. |                                       |
| 2010 | Pietro Masturzo                       | Dittatura in Iran                                                            | Alcune donne gridano la loro protesta contro il regime dal tetto di una casa di Teheran, dopo aver appreso della vittoria alle Elezioni presidenziali in Iran del 2009 di Mahmud Ahmadinejad. |                                       |
| 2011 | Jodi Bieber                           | Diritti umani in Afghanistan                                                 | Ritratto di Bibi Aisha, ragazza afghana sfigurata dai talebani come punizione per esser fuggita dalla casa del marito, a Kabul. |                                       |
| 2012 | Samuel Aranda                         | Scontri a Sanaa, Yemen del 15 ottobre 2011                                   | Una donna completamente velata abbraccia un parente ferito all'interno di una moschea utilizzata come ospedale da campo dai manifestanti contro il presidente Ali Abdullah Saleh. |                                       |
| 2013 | Paul Hansen                           | Rappresaglia israeliana del 14 novembre 2012                                 | Alcuni uomini portano in corteo funebre due bambini palestinesi, uccisi da un attacco missilistico israeliano nell'ambito dell'Operazione Colonna di nuvola, a Gaza. |                                       |
| 2014 | John Stanmeyer                        | Migranti africani                                                            | Alcuni migranti sulle coste della città di Gibuti, sollevano i propri telefoni cellulari nel tentativo di prendere la linea dalla vicina Somalia. |                                       |
| 2015 | Mads Nissen                           | LGBT in Russia                                                               | Una coppia gay russa in una stanza in un momento intimo. |                                       |
| 2016 | Warren Richardson                     | Crisi dei migranti in Europa                                                 | Alcuni rifugiati che attraversano il confine dalla Serbia all'Ungheria passando un neonato tra il filo spinato. |                                       |
| 2017 | Burhan Ozbilici                       | Assassinio di Andrei Karlov                                                  | La foto mostra l'assassino turco Mevlüt Mert Altıntaş che esulta poco dopo aver sparato all'ambasciatore russo in Turchia Andrei Karlow nel corso di una mostra fotografica ad Ankara. |                                       |
| 2018 | Ronaldo Schemidt                      | Proteste contro il presidente venezuelano Nicolás Maduro                     | La foto mostra un ragazzo che indossa una maglietta che sta bruciando; è stata scattata durante le manifestazione di protesta contro il presidente venezuelano Nicolas Maduro, avvenute a Caracas nel maggio 2017. |                                       |
| 2019 | John Moore                            | Migrazione dall'America centrale al confine tra il Messico e gli Stati Uniti | La foto mostra una bambina che piange, la cui madre viene perquisita dalla polizia di frontiera statunitense prima essere arrestati. |                                       |
| 2020 | Yasuyoshi Chiba                       | Scontri in Sudan, Khartoum sotto assedio                                     | Un giovane illuminato da cellulari recita una poesia mentre altri manifestanti recitano slogan per chiedere un governo civile invece di quello militare, durante un blackout a Khartum, in Sudan, il 19 giugno 2019. Le proteste dei mesi prima avevano portato a un colpo di stato e alla rimozione del presidente Omar al Bashir, che governava il paese da oltre trent’anni..             |                                       |
| 2021 | Mads Nissen                           | Il primo abbraccio                                                           | L'immagine mostra il primo abbraccio ricevuto da Rosa in cinque mesi a causa del Coronavirus. A marzo, le case di cura in Brasile avevano chiuso le porte a tutti i visitatori a causa della pandemia COVID-19, impedendo a milioni di brasiliani di visitare i loro parenti anziani. Agli assistenti è stato ordinato di mantenere al minimo il contatto fisico con le persone vulnerabili. |                                       |
| 2022 | Amber Bracken                         |                                                                              | |                                       |
| 2023 | Evgeniy Maloletka                     |                                                                              | |                                       |

La lista seguente contiene tutti i vincitori del premio World Press Photo Story of the Year e informazioni sui rispettivi progetti fotografici.
| Anno | Fotografo          | Soggetto                      | Descrizione |
| ---- | ------------------ | ----------------------------- | --- |
| 2019 | Pieter Ten Hoopen  | La carovana dei migranti      | Durante ottobre e novembre, migliaia di migranti centroamericani si sono uniti a una carovana diretta al confine con gli Stati Uniti. La carovana, assemblata attraverso una campagna di base sui social media, ha lasciato San Pedro Sula, Honduras, il 12 ottobre, e mentre si sparse la voce ha attirato persone da Nicaragua, El Salvador e Guatemala. Erano un misto di coloro che affrontano la repressione politica e la violenza e quelli che fuggono da dure condizioni economiche nella speranza di una vita migliore.                     |
| 2020 | Romain Laurendeau  | Kho, la genesi di una rivolta | I giovani costituiscono più della metà della popolazione algerina e, secondo un rapporto dell'UNESCO, il 72% delle persone sotto i 30 anni in Algeria sono disoccupate. Momenti cruciali nella storia algerina, come la rivolta dell '"ottobre nero" del 1988, hanno avuto al centro i giovani arrabbiati. L'Ottobre Nero è stato duramente represso - più di 500 persone sono state uccise in cinque giorni - ed è stato seguito da un "decennio nero" di violenza e disordini. Trent'anni dopo, gli effetti di quel decennio sono ancora presenti. |
| 2021 | Antonio Faccilongo | Habibi                        | Habibi è il racconto di una storia d’amore ambientata nel mezzo di uno dei conflitti contemporanei più lunghi e complicati, la guerra israelo-palestinese. Le mogli dei prigionieri politici palestinesi, i quali stanno scontando condanne a lungo termine nelle carceri israeliane, per concepire nuovi figli, sono ricorse al contrabbando dalle prigioni dello sperma dei loro cari. |